# Museu Nacional de Ciències Naturals d'Espanya
El Museu Nacional de Ciències Naturals d'Espanya (Museo Nacional de Ciencias Naturales, MNCN) és un museu d'història natural localitzat a la ciudat de Madrid, la capital d'Espanya. Es tracta d'una institució de rang nacional pertanyent al Consell Superior d'Investigacions Científiques (CSIC) dedicat a l'estudi i difusió de les ciències naturals que se situa en l'antic Palau de la Indústria i de les Arts del passeig de la Castellana de Madrid.

## Història
Els seus orígens es remunten a 1771, any en què Carles III va fundar el Reial Gabinet d'Història Natural, antecessor de l'actual Museu. El Reial Gabinet va néixer en gran part de la compra de la col·lecció d'un comerciant espanyol, Pedro Franco Dávila, natural de Guayaquil, al Virregnat del Perú, actual Equador.

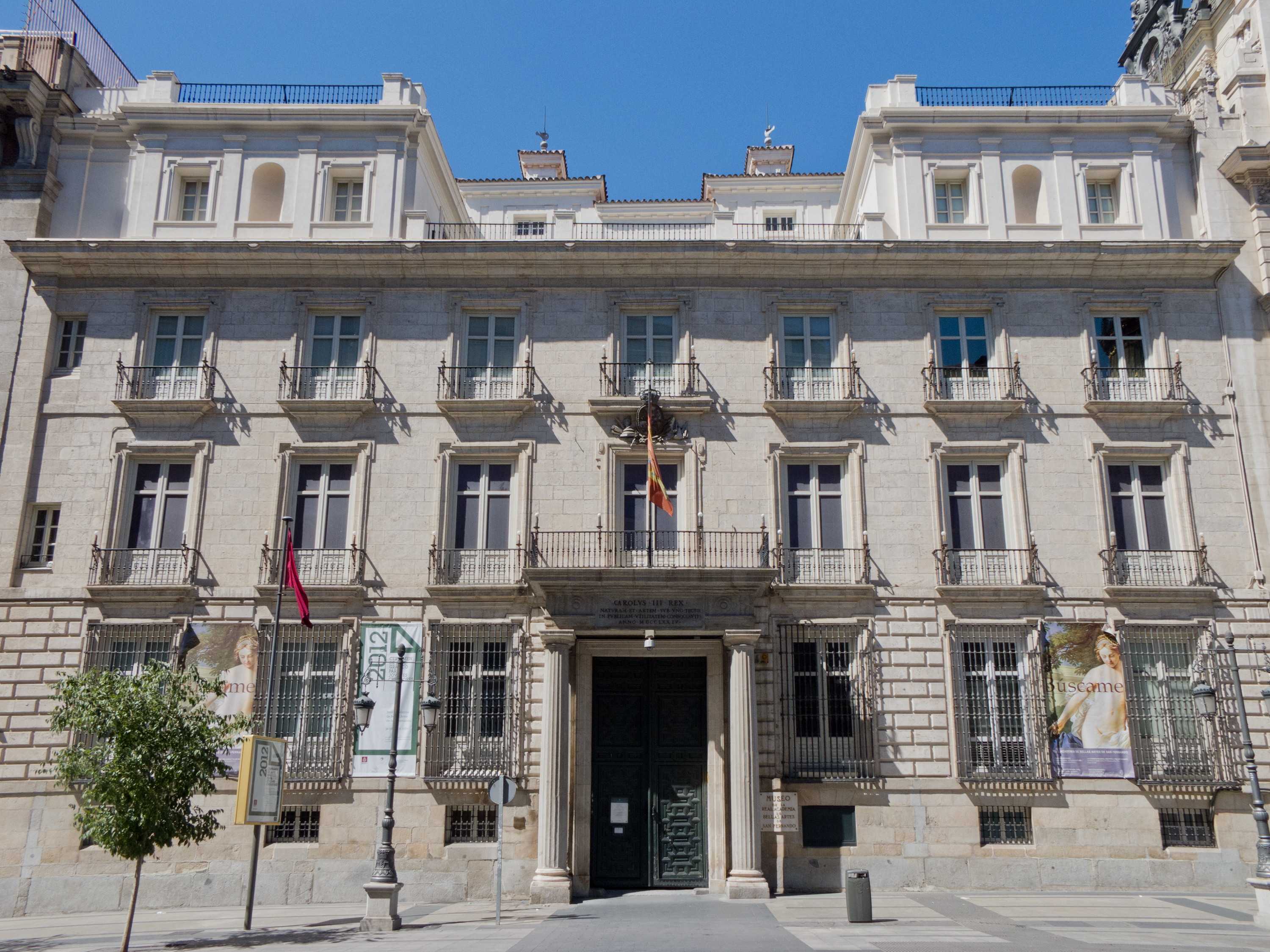
El Palau del Comte de Saceda o Palau de Goyeneche, del carrer d'Alcalá, va ser la seu del Reial Gabinet d'Història Natural, origen de l'actual Museu.

Inicialment es va instal·lar en el palau del Comte de Saceda o palau de Goyeneche, al número 13 del carrer d'Alcalá de Madrid, en el qual ja amb anterioritat tenia la seva seu la Reial Acadèmia de les tres Nobles Arts de Sant Ferran (actual Reial Acadèmia de Belles Arts de Sant Ferran), raó per la qual va passar a rebre la denominació de Reial Casa de l'Acadèmia de les tres Nobles Arts i Gabinet. Al Reial Gabinet li va correspondre concretament el segon pis de l'edifici. No obstant això aquest espai aviat va resultar insuficient, per la qual cosa en 1785 Carles III va decidir encarregar a l'arquitecte Juan de Villanueva la construcció d'un nou edifici situat en el Saló del Prado, encara que posteriorment aquesta edificació seria assignada al llavors recentment constituït Museu del Prado, no arribant el Reial Gabinet a ocupar-la mai. L'1 d'octubre de 1815 es va crear el Reial Museu de Ciències Naturals de Madrid, que va absorbir a més del Reial Gabinet al Reial Jardí Botànic, al Real Laboratori de Química i al Reial Estudi de Mineralogia, als quals es va sumar al desembre d'aquest mateix any el Reial Observatori Astronòmic.

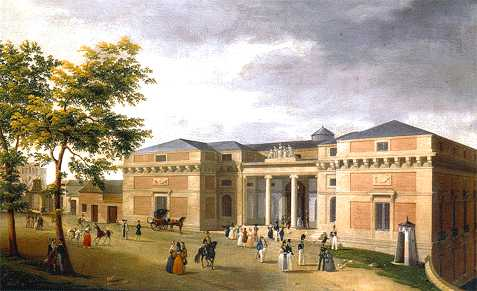
L'Edifici Villanueva del Museu del Prado va ser projectat originalment per acollir al Real Gabinet d'Història Natural, encara que finalment aquest mai arribaria a ocupar-lo.

En 1867 és desmembrat en independitzar-se el Reial Jardí Botànic i el Jardí Zoològic i crear-se amb les col·leccions d'antiguitats i etnogràfiques el Museu Arqueològic Nacional. Després de ser desallotjat en 1895 pel Ministeri d'Hisenda de l'edifici del carrer Alcalá va passar a instal·lar-se al Palau de Biblioteca i Museus Nacionals, en unes dependències que avui dia ocupa la Biblioteca Nacional. L'escassetat d'espai va provocar que les col·leccions d'antropologia fossin desmembrades, constituint-s'hi en 1910 el Museu Nacional d'Antropologia, Etnografia i Prehistòria.

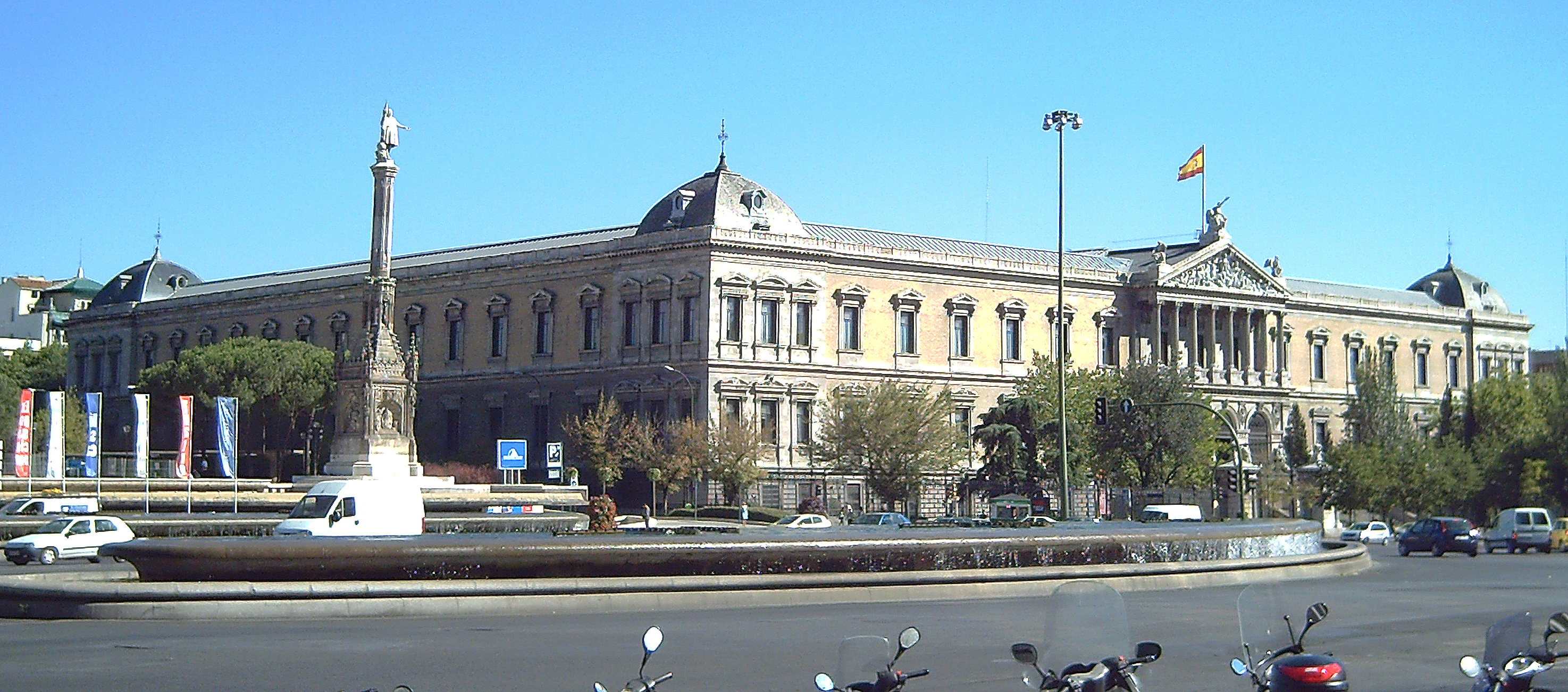
El Palau de Biblioteca i Museus Nacionals va albergar durant un breu període al Museu fins al seu trasllat a la seva seu definitiva.

En 1907, gràcies a les gestions realitzades pel llavors director, Ignacio Bolívar, comença el trasllat a la qual des de llavors és la seva seu, l'antic Palau de la Indústria i de les Arts —que havia estat construït per a l'Exposició Nacional de la Indústria i de les Arts de 1881 i al que també es va traslladar la Reial Societat Espanyola d'Història Natural—, al passeig de la Castellana, trasllat que quedaria culminat en 1910. Aquest edifici, obra de l'arquitecte Fernando de la Torriente, el comparteix en l'actualitat amb la Escola Tècnica Superior d'Enginyers Industrials de la Universitat Politècnica de Madrid.
Des de 1913 ostenta la denominació actual.
El Museu ha sofert al llarg del temps els diversos avatars de la història espanyola; el pitjor capítol va ser el de la Guerra Civil, doncs des de 1936, any en què es tanca, pateix una crisi de la qual no es recupera fins a la seva reestructuració el 1984, que va comprendre l'absorció de l'Institut Espanyol d'Entomologia i de l'Institut de Geologia de Madrid (antic "Lucas Mallada").

## Col·leccions i activitat

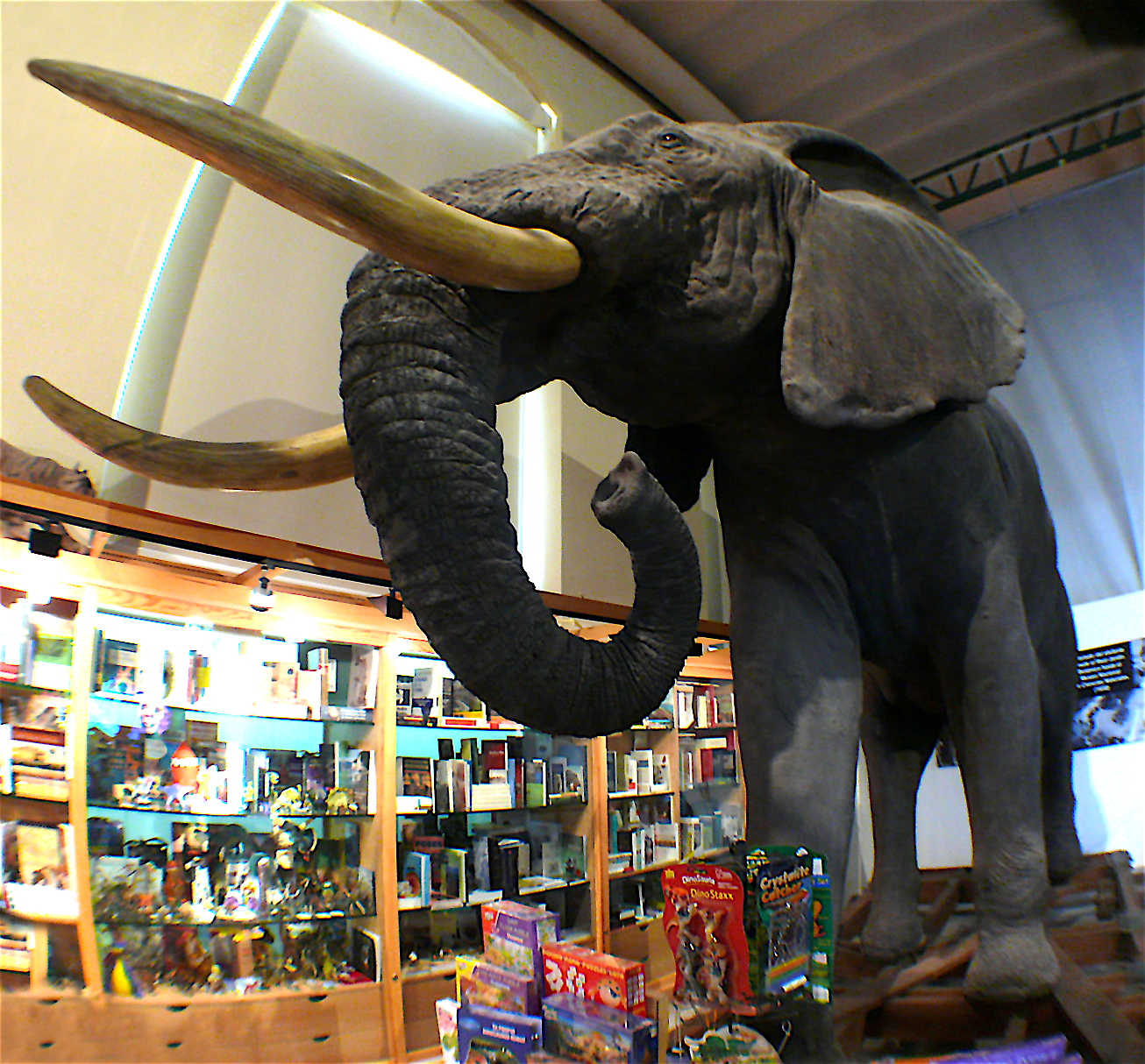
Elefant africà exposat en el vestíbul del Museu Nacional de Ciències Naturals de Madrid. Capturat a Àfrica, va ser dissecat per Luis Benedito en 1929 i restaurat posteriorment. Avui, és un símbol del Museu.

Les col·leccions del Museu estan integrades per més de sis milions d'exemplars. La plantilla consta de més de 300 persones treballant en labors de recerca, exposició i guia. De portes endins, el museu se centra en la recerca, descripció i conservació de la diversitat biològica i geològica de tot el món, per a això compta amb sis departaments especialitzats:
- Biogeografia i Canvi Global.
- Biodiversitat i biologia evolutiva.
- Biologia Ambiental.
- Ecologia evolutiva.
- Geologia.
- Paleobiologia.

A més integra un servei de documentació, biblioteca i arxiu; una mediateca i una sèrie de tallers didàctics.
Al marge de les recerques, la seva principal funció de cara al públic consisteix en la divulgació de les ciències naturals i en el desenvolupament d'aspectes didàctics, a través de publicacions i exposicions, tant a la seva seu de Madrid, com en altres punts de la geografia espanyola a través d'exposicions itinerants.
Les exposicions permanents s'han agrupat en tres grans apartats, un dedicat a la Història natural (en el qual es mostren diversos aspectes de l'evolució biològica, inclosa la humana i la relació actual de l'ésser humà amb el seu ambient); una altra secció està dedicada al mar Mediterrani (abastant tant els aspectes biològics, o ecològics, com a culturals) i una secció que reprodueix com era l'antic Real Gabinet d'Història Natural. El total d'exemplars conservats (entre invertebrats, aus, mamífers, rèptils, amfibis, paleontologia, etc.) supera els sis milions d'espècimens.
D'entre els seus fons destaquen alguns exemplars històrics, com el megateri (arribat a Madrid des de l'Argentina en 1789), el diplodoc (una rèplica de dinosaure regalada pel milionari estatunidenc Andrew Carnegie al rei Alfons XIII) o els magnífics diorames d'aus i mamífers preparats pels germans Luis i José María Benedito Vives, taxidermistes del Museu durant les primeres dècades del segle xx.
Són destacables també alguns exemplars d'animals extingits, com un tilací dissecat.

## Galeria d'imatges

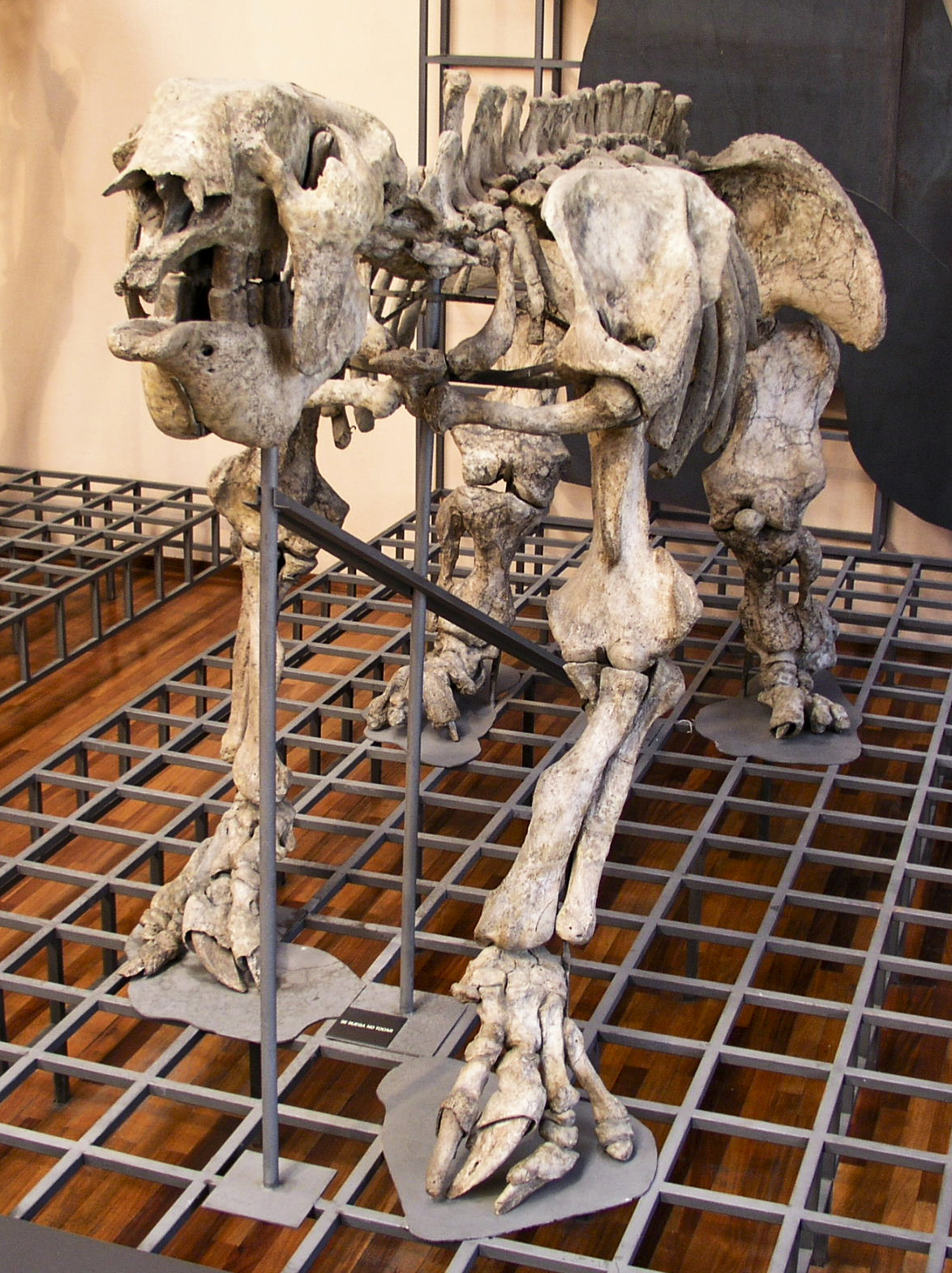
Megateri, portat a Espanya des de l'Argentina al segle xviii per ordre de Carles III.
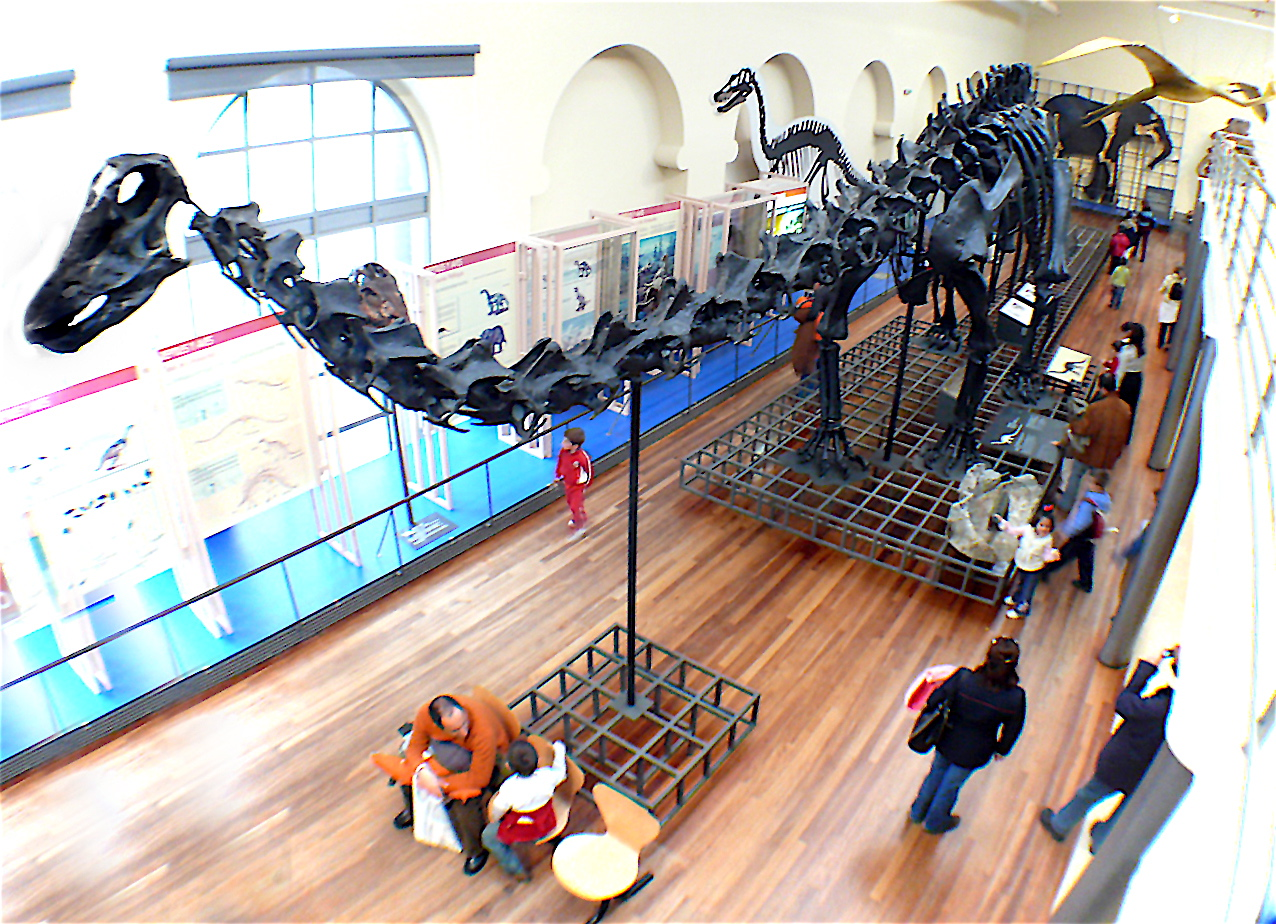
Secció d'Història Natural: Diplodocus i altres fòssils.
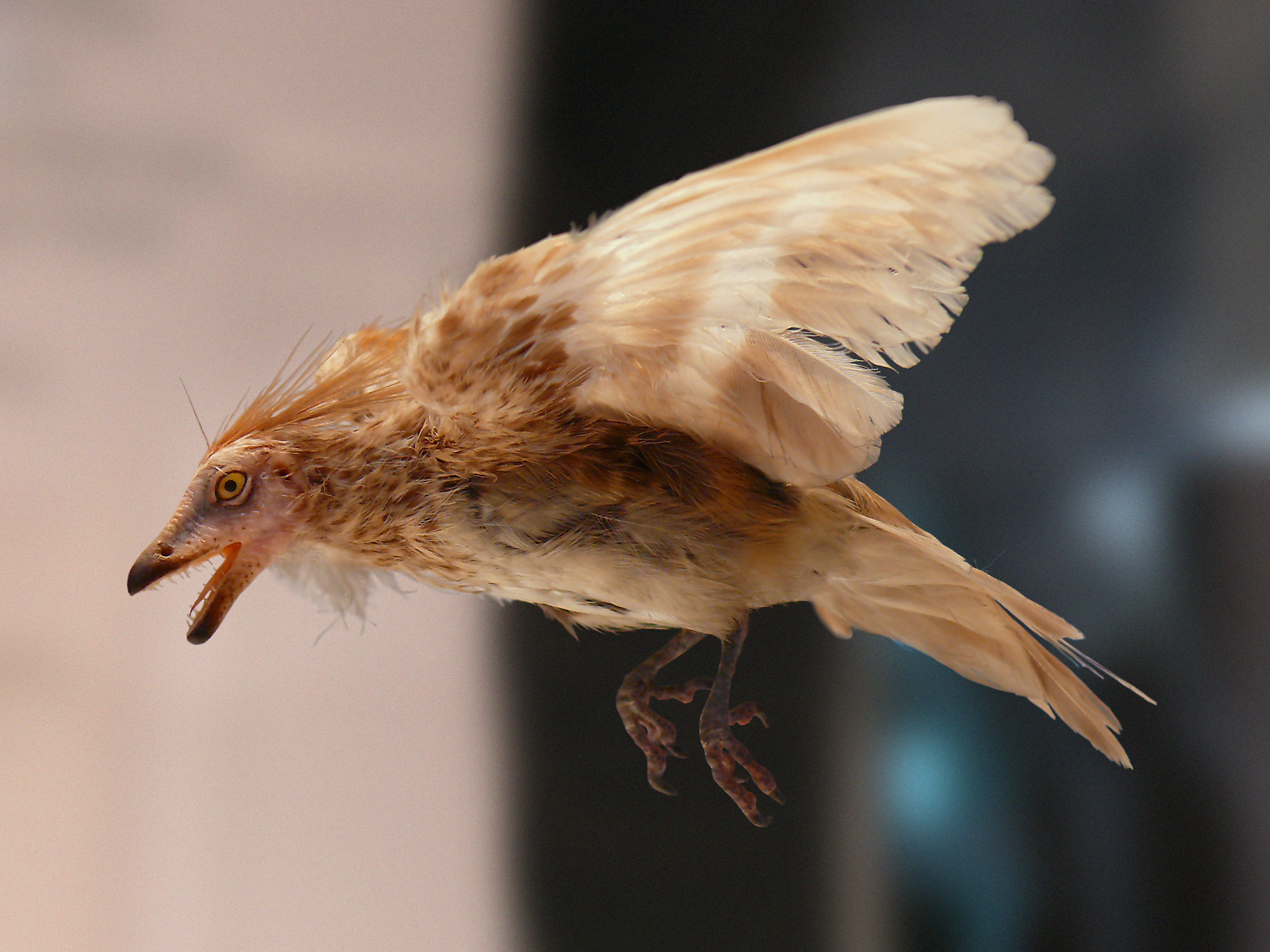
Secció d'Història Natural: model d'Iberomesornis.
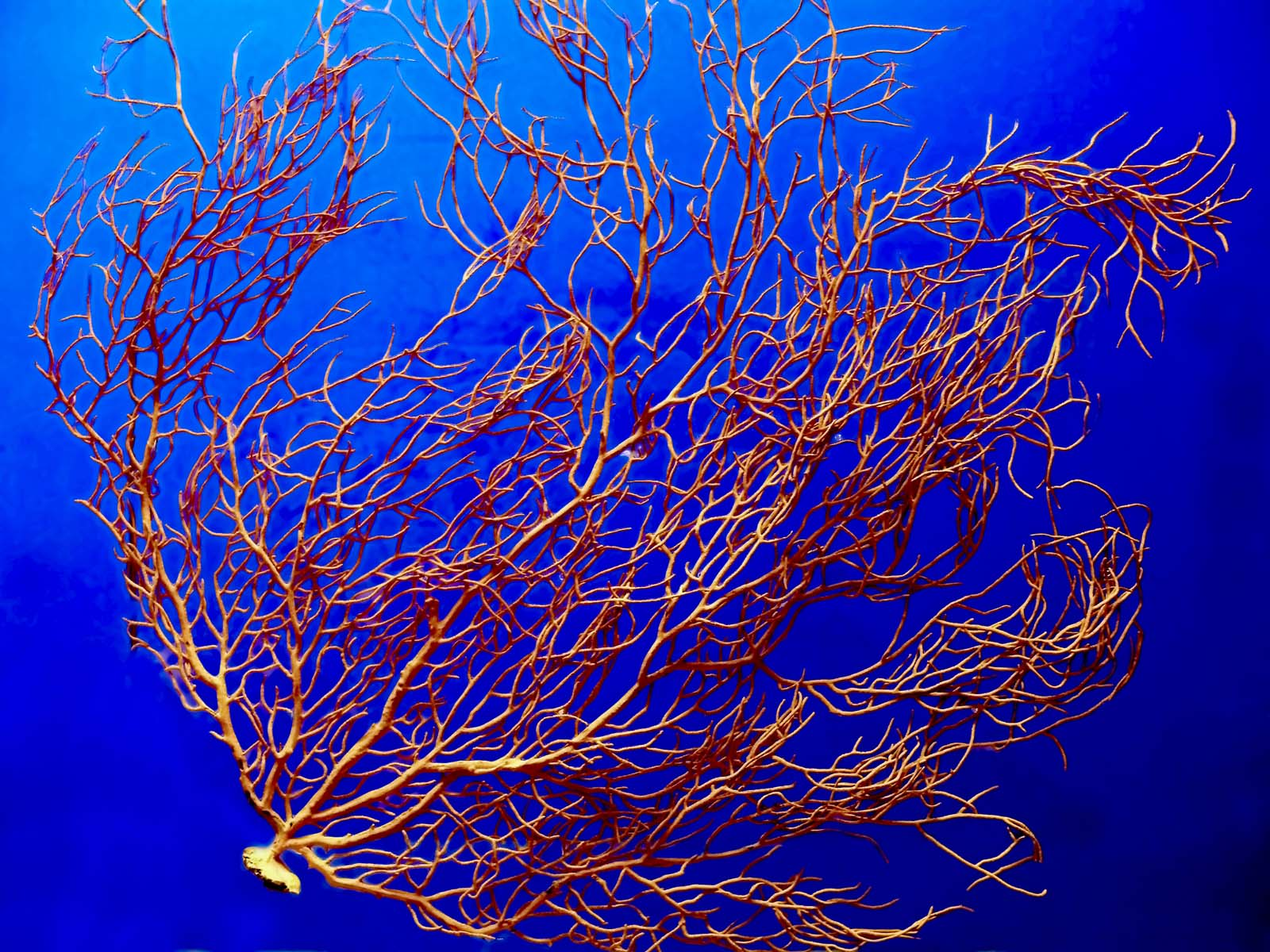
Secció de la Mediterrània: gorgònia.
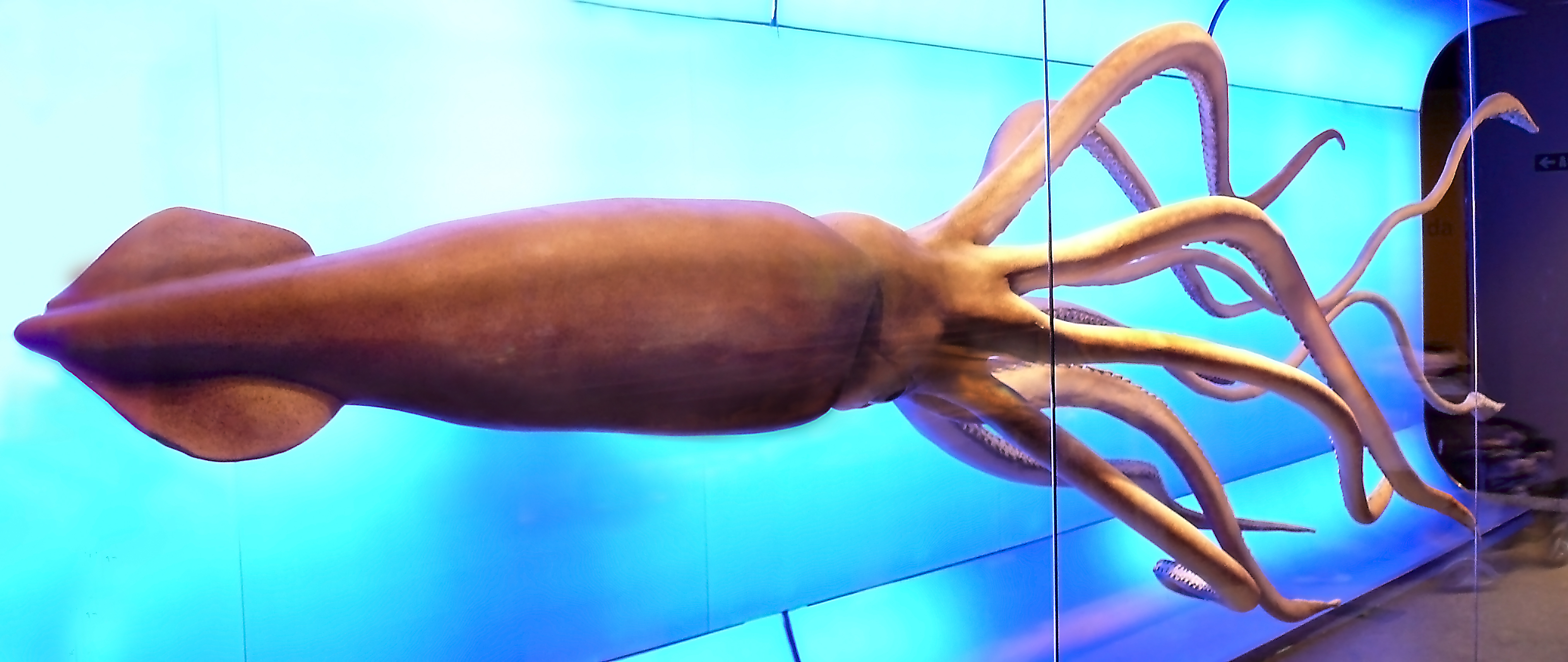
Secció de la Mediterrània: Model de calamar gegant
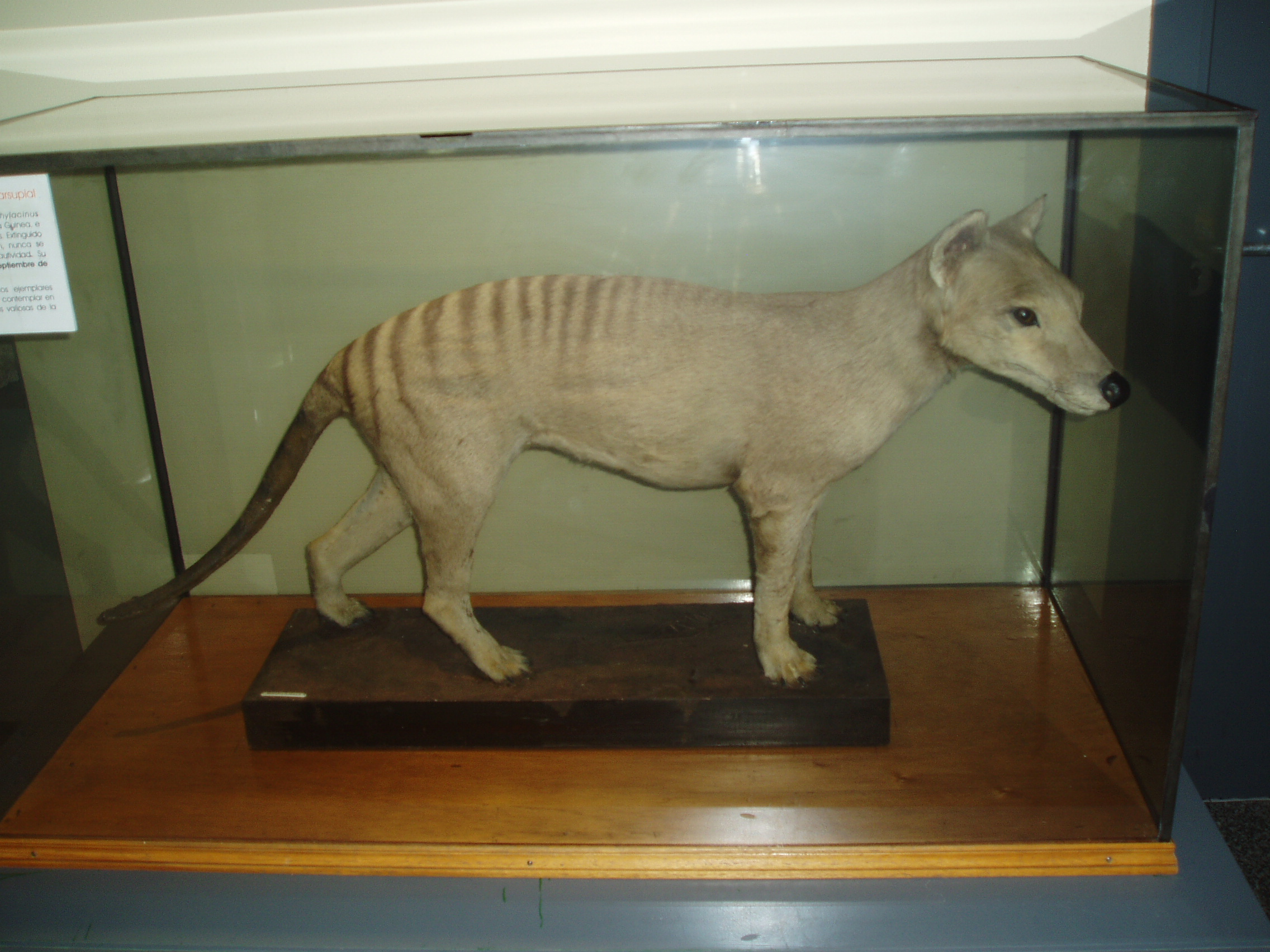
Naturalització d'un tilací o llop marsupial, especie ja extingida.